# Red Deer Rebels
Red Deer Rebels – juniorska drużyna hokejowa grająca w WHL w dywizji centralenej, konferencji wschodniej. Drużyna ma swoją siedzibę w Red Deer w Kanadzie.
- Rok założenia: 1992–1993
- Barwy: czerwono-czarne-biało-srebrne
- Trener: Brent Sutter
- Manager: Brent Sutter
- Hala: Enmax Centrium

## Osiągnięcia
- Scotty Munro Memorial Trophy: 2001, 2002
- Ed Chynoweth Cup: 2001
- Memorial Cup: 2001